# Enicospilus faciator
Enicospilus faciator là một loài tò vò trong họ Ichneumonidae.